# 김상현 (1904년)
김상현(金相賢, 1904년 - 1982년 10월)은 대한민국의 정치인이다. 제2·3대 국회의원을 지냈다.
수원고등농림학교를 졸업하고 중앙상공장려관장을 역임하였다.

## 역대 선거 결과
|  | 37.51% |

|  | 53.15% |

## 참고 자료
- 김상현 - 대한민국헌정회